# Герасимово (Орловская область)
Герасимово — село в Шаблыкинском районе Орловской области России. Административный центр Герасимовского сельского поселения.
Герасимово стоит на реке Водоча — левом притоке Навли. Село находится в 8 километрах к юго-западу от Шаблыкино, в 67 километрах к западу от Орла. Высота над уровнем моря — 180—200 м.

## История
Изначально село носило название Знаменское. С 1861 года являлось центром Знаменской волости Карачевского уезда, с 1890 года стало относиться к в новообразованную Шаблыкинскую волость и с 1920 года — в составе Брянской губернии. В 1926 году было одним из крупнейших сёл уезда и насчитывало свыше 1200 человек.
Первые упоминания о приходе Знаменской церкви встречаются в первой половине XVIII века. В 1847 году для храма было выстроено новое каменное здание, которое не сохранилось до наших дней. С 1887 года — при приходе действовала церковно-приходская школа.
В XVIII—XIX веках в селе Знаменском располагались владениях Раевских, Тиньковых, Похвисневых и других родовитых дворянских фамилий России.
В 1968 году к селу Герасимово был присоединён посёлок Медведевка.

## Население
| Год  | Численность             |
| ---- | ----------------------- |
| 1866 | 619 человек, 54 двора   |
| 1889 | 811 человек, 130 дворов |
| 1940 | 234 двора               |
| 2000 | 268 человек             |
| 2010 | 243 человека            |
| 2018 | 243 человека            |

## Экономика
В селе работали колхозы:
1943—1950 — колхоз имени Кирова
1943—1950 — колхоз «Светлый путь»
1943—1950 — колхоз имени Чапаева.
В настоящее время действует ОАО «Победа» (с 2013 года), занимающееся производством и продажей зерновых.

## Памятники культуры
Братская могила советских воинов (с 1987 года).